# 奇塔雷亚莱
奇塔雷亚莱（義大利語：Cittareale），是意大利列蒂省的一个市镇。总面积58.97平方公里，人口500人，人口密度8.5人/平方公里（2009年）。ISTAT代码为057017。